# Battaglia dell'Eurimedonte (190 a.C.)
La battaglia dell'Eurimedonte fu uno scontro navale combattuto nel 190 a.C. tra la flotta rodia alleata della Repubblica romana, opposta alla flotta di Antioco III, re di Siria, comandata da Annibale.

## Contesto storico
L'intervento romano in Grecia e poi in Asia Minore avvenne con l'inizio del 191 a.C., quando il sovrano macedone, Filippo V, accompagnato dal pretore romano Marco Bebio Tamfilo si diresse in Tessaglia, per respingere l'avanzata di Antioco III.
Poco più tardi, con l'inizio della primavera, anche l'esercito consolare di Acilio Glabrione (formato da due legioni romane e due di alleati italici, per un totale di 20 000 fanti, 2 000 cavalieri ed alcuni elefanti), si diresse, con il beneplacito del re macedone, verso il sud della Tessaglia, dove rimanevano pochi presidi seleucidi da espugnare e dove ottenne una prima vittoria presso il passo delle Termopili. Il risultato fu che Antioco si imbarcò a Calcide e fuggì in Asia, ad Efeso, con soli 500 armati (maggio-giugno).
Alla fine dell'estate la flotta romana, sotto il comando di Gaio Livio Salinatore, seppure in inferiorità numerica riuscì a battere quella seleucide comandata dal navarco Polissenida.
Solo al termine dello scontro in cui vide Roma e Pergamo uscirne vincitori, Rodi decise di allearsi con Roma, partecipando attivamente alla guerra con 27 imbarcazioni, mentre la flotta romana svernava nei pressi del golfo di Smirne (inverno del 191-190 a.C.).

## Battaglia
Poco sappiamo della battaglia che si svolse nei pressi del fiume Eurimedonte, non molto lontano da Side. Qui la flotta di Rodi (composta da 27 imbarcazioni), alleata dei Romani, sconfisse una flotta di navi seleucidi, condotta dallo stesso Annibale, non molto lontano dalla città di Side. Fu questa l'ultima battaglia combattuta dal grande generale cartaginese.

## Conseguenze
Questa vittoria fu bissata, nello stesso anno, nella battaglia di Myonessus dove la flotta romana e rodese sconfisse quella seleucide, ottenendo così il controllo del mare e scongiurando altre invasioni in Grecia. Sempre questo stesso anno, il console Lucio Cornelio Scipione decise di portare la guerra in Asia, avvalendosi tra l'altro dell'esperienza militare del più celebre fratello, Scipione l'Africano, scelto come suo legato e di Eumene II di Pergamo.
Lo scontro decisivo si svolse nei pressi della città di Magnesia (tra dicembre del 190 ed il gennaio del 189 a.C.), in quella che sarà ricordata come la battaglia di Magnesia, dove l'esercito di poco più di 60 000 soldati romani, sconfisse l'esercito di Antioco III, composto da oltre 70 000 effettivi (300 000 secondo Floro). Antioco III, che aveva preso parte attivamente alla battaglia con la sua cavalleria, riuscì a ritirarsi con i superstiti, riparando a Sardi.